# Кроссен-на-Эльстере
Кроссен-на-Эльстере (нем. Crossen an der Elster) — община в Германии, в земле Тюрингия. 
Входит в состав района Заале-Хольцланд. Подчиняется управлению Хайделанд-Эльстерталь.  Население составляет 1753 человека (на 31 декабря 2010 года). Занимает площадь 10,74 км².
Коммуна подразделяется на 2 сельских округа.